# Diseño para todos
Existen diferentes definiciones de diseño para todos (DPT) (o diseño universal, según el término utilizado en Estados Unidos), por ejemplo: “El diseño de productos y entornos que pueden ser utilizados por todas las personas, en la mayor medida posible, sin la necesidad de adaptaciones o diseños especializados” (Trace Centre); “Diseño de productos, servicios y entornos que pueden ser usados por el mayor número posible de personas, independientemente de su edad y características físicas (ej.: peso, capacidad visual o auditiva y movilidad de brazos); “Diseño para Todos en la Sociedad de la Información es el esfuerzo consciente y sistemático de aplicar principios, métodos y herramientas de forma proactiva, con el objeto de desarrollar productos y servicios de Telecomunicaciones y de Tecnología de la Información (T&TI) que sean accesibles y utilizables por todos los ciudadanos, evitando la necesidad de adaptaciones posteriores o de diseños especializados” (Stephanidis et. al., 2001).
El Diseño para Todos en el contexto de las Tecnologías de la información y la comunicación (TIC) no debe ser concebido como un esfuerzo por alcanzar una solución única para todos, sino como un planteamiento centrado en el usuario para ofrecer productos dirigidos a la variedad potencial de capacidades humanas, habilidades, requisitos y preferencias. Por consiguiente, el resultado del proceso de diseño no tiene que ser un diseño único, sino un espacio de diseño dotado de alternativas apropiadas, acompañadas de los principios en los que se basa cada alternativa, es decir, las características del usuario específico y el contexto de uso para el que ha sido diseñada cada alternativa.

## Conceptos relacionados
Tecnologías de apoyo, accesibilidad (universal), diseño universal y diseño inclusivo son considerados conceptos relacionados que apoyan la inclusión.
Tradicionalmente, los problemas de accesibilidad se han solucionado con adaptaciones, utilizando para ello, como fórmula técnica, los productos de la tecnología de apoyo.
Con una clara conexión con la discapacidad, el acceso universal permite el acceso de las personas. El Acceso Universal implica la accesibilidad y la usabilidad de las tecnologías de la información y las telecomunicaciones para todas las personas, en cualquier lugar y en cualquier momento, y con ello su inclusión en cualquier contexto de vida. Tiene como objetivo permitir potencialmente el mismo acceso y la participación activa de todas las personas en las actividades humanas que se realizan a través de ordenadores, tanto existentes como emergentes, mediante el desarrollo de productos y servicios universalmente accesibles y usables, y con funciones de apoyo en el entorno. Estos productos y servicios deben poder ser ajustados a las necesidades de cada usuario en distintos contextos de uso, independientemente de su ubicación, el ordenador de destino o el entorno en tiempo de ejecución.
Por tanto, el enfoque consiste en permitir el uso de equipos y servicios de forma generalizada, tratando de dar acceso a la sociedad de la información como tal. Se supone que los ciudadanos viven en entornos donde se encuentran objetos inteligentes, donde las tareas que hay que realizar y el modo de realizarlas están totalmente definidas, implicando una combinación de actividades de acceso a la información, comunicación interpersonal y control de entorno. Se debe dar a los ciudadanos la posibilidad de llevar a cabo dichas actividades de forma sencilla y agradable.
El diseño para todos se ha introducido principalmente en la interacción persona-ordenador, tomando como base el servicio a la variedad de usuarios, es decir, atendiendo a la diversidad de usuarios. El argumento es el siguiente: si los usuarios son diferentes y tienen necesidades de accesibilidad y usabilidad diferentes, es necesario tomar en cuenta las diferencias en un proceso de diseño centrado en el usuario. Pero el contexto actual es mucho más complejo y la diversidad debe ser considerada desde otras perspectivas. En primer lugar, la interacción ya no surge solo con ordenadores y terminales, sino con el entorno y los objetos que se encuentran en él. Por tanto, será necesario considerar los diversos modelos, metáforas, medios y modalidades de interacción. De este modo, los usuarios/ ciudadanos no tendrán que enfrentarse a las tareas determinadas por la aplicación que usan, sino con los objetivos de la vida diaria, que serán diferentes en contextos diferentes y para usuarios diferentes. Además, los objetivos pueden ser complejos, no solo debido a la mezcla de funciones relacionadas con el acceso a la información, la comunicación interpersonal y el control de entorno, sino también porque pueden implicar comunidades de usuarios. Esto nos da una idea de la complejidad de los problemas, la limitación de los conceptos de la accesibilidad clásica y la necesidad de planteamientos innovadores.

## Contexto
La filosofía del Diseño para Todos se ha convertido en un tema de interés generalizado en los principales programas de las instituciones europeas. La Comisión Europea refuerza el valor de este modelo de diseño para la sociedad actual, que pretende guiarse por el principio de inclusión de todos los ciudadanos, independientemente de sus características, su edad o habilidades. En particular, el Diseño para Todos es parte integrante del programa eAccesibilidad, de la Unión Europea, cuyo objetivo es conseguir una Sociedad de la Información accesible para todos. Este concepto anima a los fabricantes y distribuidores de productos y servicios de las tecnologías de la información y la comunicación (TIC) a diseñar nuevas tecnologías para todos, incluyendo a las personas mayores, personas con discapacidad y los jóvenes.
Por su parte, el Consejo de Europa ha emprendido varias iniciativas relacionadas con el Diseño para Todos. En febrero de 2001, el Comité de Ministros adoptó la Resolución Res AP(2001)1 sobre la introducción de los principios de diseño universal en los currículos de todas las profesiones que trabajan en la construcción del entorno. Esta resolución ha influido sin duda en el desarrollo de planes de estudio, fundamentalmente universitarios, que integran asignaturas y programas específicos en esta materia.
Esta línea de trabajo ha tenido continuidad en la Resolución ResAP(2007)3 “Achieving full participation through Universal Design”, adoptada por el Comité de Ministros del Consejo de Europa, el 12 de diciembre de 2007. El informe en el que se basa este documento está recogido en el libro: Achieving full participation through Universal Design (Alcanzar la plena participación a través del diseño universal), publicado por el Consejo de Europa, en 2009.

## Beneficios y retos
La Comunicación de la Comisión Europea sobre e-Accesibilidad identificó los principales retos de carácter práctico, así como los temas legales, políticos y de mercado, relevantes para mejorar la eAccesibilidad y la eInclusión en Europa, y elaboró una metodología triple, basada en:
- Los requisitos de accesibilidad en compras públicas
- La certificación de la accesibilidad
- Un mejor uso de la legislación existente.

En este sentido, los retos que se deben afrontar incluyen:
- la introducción de medidas legislativas específicas para complementar y mejorar la legislación existente,
- apelar y motivar a la industria,
- puntos de referencia (benchmarking) efectivos,
- ofrecer normas técnicas concertadas,
- creación de un currículum en DpT, y
- emprender actividades de investigación futuras.

Para un debate más profundo acerca de los retos y beneficios del Diseño para Todos en el actual contexto de las TIC, véase también el Libro Blanco EDeAN (2005) y el “Informe sobre el impacto de los desarrollos tecnológicos en la eAccesibilidad" del proyecto DfA@eInclusion.

## Marco legislativo y regulador
El actual marco político para la accesibilidad en la Sociedad de la Información en Europa es la iniciativa i2010. La iniciativa "i2010: Una Sociedad de la Información Europea para el crecimiento y el empleo” fue lanzada por la Comisión Europea como el marco para tratar los principales retos y avances de los sectores de la sociedad de la información y los media hasta 2010. Promueve una economía digital abierta y competitiva, y enfatiza las TIC como guía para la inclusión y la calidad de vida. La iniciativa contiene diversos instrumentos políticos de la UE para fomentar el desarrollo de una economía digital, por ejemplo, instrumentos de regulación, investigación y colaboración con los agentes implicados.

### Igualdad y no discriminación
La finalidad de la Estrategia sobre Discapacidad de la Unión Europea es conseguir una sociedad abierta y accesible para todos. Es necesario identificar y eliminar las barreras. La Estrategia sobre Discapacidad de la Unión Europea tiene tres focos principales: la cooperación entre la Comisión y los Estados miembros, la plena participación de las personas con discapacidad y la generalización (mainstreaming) de la discapacidad en la formulación de políticas. La no discriminación también es uno de los principios generales de la “Convención Internacional sobre los Derechos de las Personas con Discapacidad”, adoptada por la Asamblea General de las Naciones Unidas el 13 de diciembre de 2006 y abierta para la firma el 30 de marzo de 2007.

### Telecomunicaciones y Sociedad de la Información
Existe una larga tradición legislativa europea en relación con las telecomunicaciones. En 2002, la Unión Europea adoptó un nuevo marco regulador para las redes y servicios de comunicaciones electrónicas, que abarcaba todas las formas de telecomunicaciones fijas y sin cable, emisión y transmisión de datos. Desde la perspectiva del Diseño para Todos, las directivas más importantes son: la Directiva sobre un marco regulador común y la Directiva sobre servicio universal y derechos de los usuarios relativos a las redes y servicios de comunicaciones electrónicas (Directiva de Servicio Universal).

### Compras Públicas
Las compras públicas son una fuerza económica importante, y por ello es una herramienta fundamental para promover la accesibilidad. El corpus legislativo de Directivas de compras públicas, aprobado en 2004 por el Parlamento Europeo y el Consejo de Ministros de la Unión Europea, ayudará a simplificar y modernizar los procedimientos de compra.
Las nuevas directivas hacen posible que se tomen en cuenta las necesidades de accesibilidad en las distintas etapas de los procesos de compra. Obviamente, es más adecuado hacer referencia a las normas cuando se están elaborando las especificaciones técnicas. Ya existen muchas normas CEN, ETSI y de ITU que se pueden utilizar con este propósito y muchas fuentes de información que pueden ser útiles en la práctica. Del mismo modo, se están utilizando directrices de ámbito nacional o de otros ámbitos, como las de la WAI, por ejemplo. La Comisión Europea ha dirigido el Mandato M/376 a las Organizaciones Europeas de Normalización CEN, CENELEC y ETSI, para llegar a una solución que aporte requisitos comunes y acuerdo en la evaluación.

### Derechos de autor
No todos los productos son accesibles para personas con discapacidad. Cuando se producen audiolibros u otro tipo de obras accesibles, se crea una copia adicional y, en estas circunstancias, los derechos de autor (copyright) pueden ser un problema. Por otro lado, los derechos de autor son una parte esencial para la sostenibilidad de una sociedad creativa. Este conflicto de intereses debe ser solventado de algún modo para asegurar que la sociedad de la información sea una sociedad para todos. Hay legislación internacional y europea en este campo. Los objetivos de la Directiva relativa a la armonización de determinados aspectos de los derechos de autor y derechos afines a los derechos de autor en la sociedad de la información adaptar la legislación relevante en este campo para reflejar los desarrollos tecnológicos y transponer a la ley comunitaria las principales obligaciones internacionales derivadas de los dos tratados sobre derechos de autor y derechos afines, adoptadas por la Organización Mundial de la Propiedad Intelectual (OMPI), en diciembre de 1996.

### Protección de privacidad
La relación entre el diseño y la privacidad no es siempre obvia. La moderna tecnología, que es resultado del diseño, es capaz de recolectar una cantidad significativa de información personal. Al usuario le interesa que esa información sea correcta y sea usada de forma apropiada. Quizá la persona quiera que algo sea confidencial y tener acceso a la información que se recoge. En otras palabras, la privacidad es deseable. En 1995, la Unión Europea adoptó una Directiva sobre el procesamiento de datos personales.
Esta Directiva establecía los principios básicos para la recogida, almacenamiento y uso de datos personales que deben ser respetados por los gobiernos, las empresas y cualquier otra organización o individuo implicados en el uso de datos personales.

## Directrices y normas relevantes
En Estados Unidos, Austria y Japón, y en la Unión Europea, se han puesto en marcha muchas más acciones legislativas para exigir a las entidades públicas y las empresas que aseguren que sus productos y servicios son accesibles y usables no solo por los usuarios “normales”, sino también por otras personas, por ejemplo, las personas mayores o las personas con discapacidad. Como no sería prudente incluir los requisitos técnicos – por tanto, limitados en el tiempo – en una ley, los textos legislativos hacen referencia preferentemente a las normas (internacionales).

### Normalización: visión general
La normalización, en términos muy generales elaborar una “norma” (fr: norme, standard; de: Norm; ing: standard), es una acción voluntaria establecida en el pasado, de forma casi única, por socios comerciales que pensaban que la normalización les permitiría intercambiar más fácilmente sus bienes y productos. Muchas veces, esto implicaba que la aceptación de las normas también era voluntaria y motivada por la previsión de beneficios comerciales. Los representantes de los consumidores solo participaban de forma muy limitada. Por otro lado, en muchos países, las leyes se refieren cada vez más a la obligada aceptación de varias normas (por ejemplo, sobre seguridad o sobre aspectos ecológicos). Actualmente, muchas iniciativas de normalización son fomentadas (= subvencionadas) por entidades públicas o, en Europa, directa o indirectamente por la Comisión Europea. También muchas directrices han sido creadas por los grupos implicados.

### Desarrollos recientes en el DpT relacionados con la normalización (normas oficiales)
Desde que la normalización en DpT fue mencionada explícitamente en los Planes de Acción eEurope2002 y i2010 de la Unión Europea, se han establecido nuevas acciones. Se pueden distinguir principalmente cuatro estrategias recientes:
- el establecimiento de grupos de trabajo y organizaciones de coordinación;
- democratización de los propios procesos de normalización;
- aumento del impacto de entidades de normalización no oficiales;
- los debates relacionados con la normalización en foros abiertos a no especialistas.

### DpT en normas relacionadas con las TIC
- ETSI EG 202 116 V1.2.2 (2009-03)

ETSI Guide
Human Factors (HF); Guidelines for ICT products and services; "Design for All".
- Directrices de accesibilidad para contenidos Web (WCAG) 2.0

Las Directrices de Accesibilidad para Contenidos Web (WCAG, por sus iniciales en inglés) 2.0 cubren una amplia variedad de recomendaciones para hacer el contenido web más accesible. Siguiendo estas directrices, se podrá elaborar contenido accesible para una variedad más amplia de personas con discapacidad, incluyendo personas ciegas y con baja visión, sordos y con pérdida auditiva, discapacidad intelectual, limitaciones cognitivas, movilidad reducida, discapacidades de comunicación, fotosensibilidad y una combinación de estas. En ocasiones, respetar estas directrices también hará que el contenido Web sea más “usable” para los usuarios en general.

## Ámbitos de aplicación
Los ámbitos de aplicación del Diseño para Todos en el contexto de las TIC incluyen prácticamente cada campo que implica las tecnologías de la información y la comunicación. La importancia de estos ámbitos refleja su papel en la conformación de una Sociedad de la Información coherente y socialmente aceptable. Los ámbitos de aplicación fundamentales se pueden resumir en:
- Aprendizaje a lo largo de la vida
- Sistemas públicos de información, terminales y aparatos de información (ej. kioscos, entornos inteligentes en el hogar)
- Transacciones (ej.: Banca)
- Aplicaciones y servicios de comercio electrónico
- Servicios sociales para los ciudadanos (ej.: Administración, mayores, transporte, cuidados sanitarios, concienciación)
- Herramientas para servicios de información de valor añadido (ej.: creación, almacenaje, recuperación e intercambio de experiencias de usuarios y opiniones)
- Seguridad

El libro blanco “Hacia una Sociedad de la Información para todos: una agenda internacional para la I+D” (1998)
publicado por el Foro Científico Internacional “Hacia una Sociedad de la Información para Todos” (ISF-IS4ALL), ha debatido el significado de estos ámbitos:

En la sociedad del 'conocimiento' del futuro, se enfatiza la importancia del aprendizaje a lo largo de la vida. Esto implica un compromiso continuo en la adquisición de conocimiento y de habilidades para facilitar y sostener una participación igualitaria en la Sociedad de la Información. Las nuevas tecnologías pueden jugar un papel catalizador ofreciendo nuevos mecanismos y estructuras de educación, y con ello permitir que el aprendizaje sea una parte inseparable de las actividades humanas a lo largo de la vida y la interacción social entre distintos grupos de personas. Otra área de aplicación importante, y un objetivo a corto plazo, es el desarrollo de sistemas públicos de información de interés general, terminales y equipos de información (ej.: Kioscos de información para acceder a los servicios de información ciudadana). Previsiblemente, éstos serán utilizados cada vez más en diferentes contextos: espacios públicos, el hogar, las clases, etc. y ofrecerán los medios para el acceso en cualquier lugar y de forma simultánea. El control de entorno también adquirirá más importancia. Los entornos inteligentes se irán adentrando en una mayor variedad de actividades humanas: hospitales, hoteles, edificios de la administración pública, etc. El manejo telemático de estos entornos irá en aumento, para facilitar la respuesta a los acontecimientos imprevistos, mejorar la movilidad y la seguridad. Finalmente, una amplia gama de servicios de transacción (ej.: banca, publicidad, ocio), servicios sociales para los ciudadanos (ej.: administración, cuidados sanitarios, educación, transporte) y las aplicaciones de comercio electrónico serán cada vez más necesarias para reformular las actividades humanas residenciales y de negocio (...), la seguridad, la privacidad y el control son temas básicos en la evolución de una Sociedad de la Información socialmente aceptable, y deben recibir una atención inmediata. Al mismo tiempo, los objetivos son cada vez más complejos, puesto que se expanden a través de infraestructuras de telecomunicaciones en distintos niveles, desde servicios en red a servicios de aplicación (por ejemplo, las transacciones de negocio y el ocio), terminales y equipamientos de información.
Foro Científico Internacional, Hacia una Sociedad de la Información para todos: una agenda internacional para la I+D

## Educación y formación
Un empuje fundamental para mejorar el conocimiento y la práctica en Diseño para Todos es el desarrollo de programas de educación y formación. Se necesitan profesionales que tengan un conocimiento especializado exhaustivo y habilidades en Diseño para Todos.
A tal fin, desde la plataforma CAST, se ha desarrollado una guía para implementar los principios del Diseño Universal de Aprendizaje y como aplicarlos a las Tecnologías del Aprendizaje y el Conocimiento (TAC), a través de tres principios:
- Proporcionar múltiples formas de representación (el qué del aprendizaje).
- Proporcionar múltiples formas de acción y expresión (el cómo del aprendizaje).
- Proporcionar múltiples formas de implicación (el por qué del aprendizaje).

Además, aquellos profesionales que actualmente trabajan en la industria de las TIC necesitan obtener un conocimiento y unas destrezas adicionales relacionadas con el Diseño para Todos. Hoy encontramos pocos ejemplos de programas universitarios de grado especializados en Diseño para Todos (o Diseño Universal), o que expresamente incluyan módulos sobre estos temas. Esta falta ha sido abordada en el proyecto DfA@eInclusion, que diseñó un currículum:
- Un curso introductorio, con nivel de licenciatura, cuyo objetivo es conseguir que los estudiantes entiendan los aspectos éticos y sociales del Diseño para Todos, y su papel en la consecución de la accesibilidad y la participación en la sociedad de la información.
- Un programa de nivel de máster cuyo objetivo es ofrecer a los alumnos el conocimiento necesario, las habilidades y competencias personales y profesionales para diseñar, desarrollar, poner en práctica, evaluar y gestionar una amplia variedad de sistemas, productos y servicios TIC que asumen los principios y las prácticas del Diseño para Todos.[29]

La implementación de estos programas está en marcha en varios lugares, por ejemplo en la Universidad de Middlesex, (UK) y en la Universidad de Linz (Austria). Los temas básicos incluyen: concienciación sobre los derechos humanos, desarrollo de normas técnicas, reglamentos y legislación, diseño y desarrollo de tecnologías de apoyo, así como la mejora de acceso a los productos y servicios de consumo general.
Accesibilidad web: es un componente importante para acceder a la sociedad de la información. En W3C-WAI se ofrece información, directrices y tutoriales en línea (Ej.: Opera).El proyecto DfA@eInclusion también se ha ocupado de la formación de profesionales de la industria de las TICiii; sugiere un completo currículum para esta formación, que actualmente es objeto de debate en el taller CEN. El Taller CEN "Currículum para la formación de profesionales en Diseño Universal (UD-Prof)" se puso en marcha en mayo de 2009. Siguiendo las reglas para los talleres CEN, ofrece a todos los agentes interesados la oportunidad de debatir y mejorar este currículum en DpT para los profesionales de las TIC.

## Ejemplos de buenas prácticas
- Opera (navegador): fue diseñado con el compromiso de que pudiera ser utilizado por el mayor número de personas posible, siguiendo para ello el planteamiento del diseño universal.
- Los audiolibros son un buen ejemplo de diseño para todos, porque permiten a las personas leer un libro. Potencialmente, todas las personas que no tienen una discapacidad auditiva pueden usar audiolibros para el ocio, el aprendizaje y la información.
- e-Gobierno usa las tecnologías de la información y la comunicación (TIC) para ofrecer y mejorar los servicios administrativos, transacciones y relaciones con los ciudadanos, negocios y otras ramas del gobierno.[36][37]
- Los ascensores ofrecen un modo alternativo para llegar a los distintos pisos de un edificio. En los ascensores accesibles modernos, se utilizan las TIC para adaptarlos a cualquier tipo de usuario imaginable. La velocidad de cierre de las puertas se puede ajustar para que las personas puedan entrar de forma segura, tan deprisa o tan despacio como necesiten. Los mandos del ascensor ofrecen información visual o sonora de modo que los usuarios con distintas capacidades sensoriales puedan hacer funcionar el ascensor sin ayuda. Las personas ciegas se benefician de las teclas táctiles. Las etiquetas en Braille se colocan a los lados de las teclas para que la persona no las pueda pulsar de forma accidental mientras las lee. El sistema de comunicación de emergencia funciona de forma visual y sonora. El etiquetado inalámbrico (Wireless tagging. Ej: RFID), el reconocimiento facial y el control remoto mejoran aún más las posibilidades de un ascensor moderno, que puede ser utilizado prácticamente por todo el mundo.
- El Manual de Diseño Inclusivo (Inclusive Design Toolkit[38]) presenta ejemplos sobre cómo implementar los principios del Diseño para Todos.
- En Recursos de Educación y Formación de EDeAN[39] se presentan más ejemplos de Diseño para Todos en TIC.

## Redes de trabajo y proyectos relacionados

### EDeAN - European Design for all eAccessibility Network
The European Design for All e-Accessibility Network - EDeAN es una red de 160 organisaciones ubicadas en Estados miembros de la Unión Europea. El objetivo de la red es apoyar el acceso de los ciudadanos a la sociedad de la información. EDeAN ofrece:
- Un foro Europeo sobre temas de Diseño para Todos, apoyando los objetivos de e-inclusión de la Unión Europea
- Concienciación en los sectores públicos y privados
- Recursos en línea sobre Diseño para Todos

La red está coordinada por la Secretaría EDeAN, que rota anualmente y que corresponde a los Centros Nacionales de Contacto, es decir, los puntos de contacto de EDeAN en cada estado miembro de la Unión Europea.

### EIDD - Design for All Europe
EIDD - Design for All Europe es una organización europea, 100 % autofinanciada, que cubre en su totalidad la teoría y la práctica del Diseño para Todos, desde la construcción del entorno y de productos reales, hasta el diseño de servicios y sistemas de comunicación. Se estableció en 1993, originalmente como el Instituto Europeo de Diseño y Discapacidad (EIDD), con el objetivo de mejorar la calidad de vida a través del Diseño para Todos. En 2006, cambió su nombre para estar en consonancia con su línea básica de trabajo. EIDD - Design for All Europe difunde la aplicación del Diseño para Todos a las empresas y a grupos de la Administración, que no son conscientes de sus beneficios. Actualmente (2009) tiene miembros activos en 22 países europeos. La finalidad de EIDD es fomentar la interacción activa y la comunicación entre profesionales interesados en la teoría y la práctica del Diseño para Todos y crear puentes de unión entre, por un lado, aquellos miembros del área del diseño y, por el otro, todos aquellos grupos para los que el Diseño para Todos supone una verdadera diferencia en la calidad de vida de cada persona.

### Redes europeas
- European Design for All eAccessibility Network (EDeAN) Archivado el 20 de abril de 2010 en Wayback Machine.
- EIDD Archivado el 15 de enero de 2010 en Wayback Machine.

- Esta obra contiene una traducción  derivada de «Design for All (in ICT)» de Wikipedia en inglés, publicada por sus editores bajo la Licencia de documentación libre de GNU y la Licencia Creative Commons Atribución-CompartirIgual 4.0 Internacional.

- Datos: Q1200694